# Frank Amankwah
Frank Amankwah (ur. 29 grudnia 1971 w Obuasi) – ghański piłkarz grający na pozycji obrońcy. W swojej karierze rozegrał 33 mecze w reprezentacji Ghany i strzelił w niej 2 gole.

## Kariera klubowa
Karierę piłkarską Amankwah rozpoczął w klubie Asante Kotoko. W 1990 roku awansował do kadry pierwszej drużyny i w sezonie 1990/1991 zadebiutował w niej w ghańskiej Premier League. W Asante Kotoko grał do 1996 roku. Z klubem tym trzykrotnie był mistrzem Ghany w latach 1991–1993. W 1993 roku wystąpił w przegranych meczach finału Ligi Mistrzów z Zamalekiem.
W 1997 roku Amankwah przeszedł do niemieckiego drugoligowego FC Gütersloh. Po półroku gry w nim przeszedł do holenderskiego AZ Alkmaar. Grał w nim w latach 1997–1999. W sezonie 1999/2000 występował w Grecji, w Iraklisie Saloniki.
W 2000 roku Amankwah wrócił do Ghany i został zawodnikiem klubu King Faisal Babes. W 2002 roku przeszedł do Asante Kotoko. W 2003 roku wywalczył z nim mistrzostwo kraju, a w 2004 roku zakończył karierę.

## Kariera reprezentacyjna
W reprezentacji Ghany Amankwah zadebiutował w 1992 roku. W 1994 roku rozegrał 3 mecze w Pucharze Narodów Afryki 1994: z Gwineą (1:0), z Senegalem (1:0) i ćwierćfinale z Wybrzeżem Kości Słoniowej (1:2).
W 1996 roku Amankwah został powołany do kadry na Puchar Narodów Afryki 1996. Na tym turnieju rozegrał 6 meczów: z Wybrzeżem Kości Słoniowej (2:0), z Tunezją (2:1), z Mozambikiem (2:0), ćwierćfinale z Demokratyczną Republiką Konga (1:0), półfinale z Republiką Południowej Afryki (0:3) oraz o 3. miejsce z Zambią (0:1). Od 1992 do 1997 roku rozegrał w kadrze narodowej 33 mecze i strzelił 2 gole.
W 1992 roku Amankwah wystąpił na Igrzyskach Olimpijskich w Barcelonie. Wraz z Ghaną zdobył na nich brązowy medal.